# U-994
Unterseeboot 994 foi um submarino alemão do Tipo VIIC, pertencente a Kriegsmarine que atuou durante a Segunda Guerra Mundial.

## Comandantes
| Comandante           | Data                                        |
| -------------------- | ------------------------------------------- |
| Oblt. Wolf Ackermann | 2 de setembro de 1943 - 31 de março de 1944 |
| Oblt. Volker Melzer  | 1 de abril de 1944 - 9 de maio de 1945      |

## Subordinação
Durante o seu tempo de serviço, esteve subordinado às seguintes flotilhas:
| Período                                     | Flotilha                                   |
| ------------------------------------------- | ------------------------------------------ |
| 2 de setembro de 1943 - 31 de maio de 1944  | 5. Unterseebootsflottille (treinamento)    |
| 1 de junho de 1944 - 5 de julho de 1944     | 7. Unterseebootsflottille (serviço ativo)  |
| 6 de julho de 1944 - 31 de julho de 1944    | 5. Unterseebootsflottille (treinamento)    |
| 1 de agosto de 1944 - 4 de novembro de 1944 | 11. Unterseebootsflottille (serviço ativo) |
| 5 de novembro de 1944 - 8 de maio de 1945   | 13. Unterseebootsflottille (serviço ativo) |